# Lariniaria
Lariniaria argiopiformis  es una especie de araña araneomorfa de la familia Araneidae. Es el único miembro del género monotípico Lariniaria. Es originaria de Rusia, China, Corea y Japón.